# Паулкіно (Гірськомарійський район)
Пау́лкіно (рос. Паулкино, марій. Шындырвал) — присілок у складі Гірськомарійського району Марій Ел, Росія. Входить до складу Кузнецовського сільського поселення.

## Населення
Населення — 65 осіб (2010; 80 у 2002).
Національний склад (станом на 2002 рік):
- гірські марійці — 95 %